# Za młodzi na Heroda
Za młodzi na Heroda – album studyjny polskiej grupy muzycznej Rasmentalism. Wydawnictwo ukazało się 10 grudnia 2013 roku nakładem wytwórni muzycznej Asfalt Records. Gościnnie w nagraniach wzięli udział m.in.: Eldo, VNM, Spinache i Małpa. Oprawę graficzną albumu wykonał Grzegorz „Forin” Piwnicki.
Nagrania dotarły do 18. miejsca zestawienia OLiS.

## Lista utworów
Opracowano na podstawie materiału źródłowego.
1. „Dobra muzyka” (produkcja: Ment, keyboard: DJ Tort) – 2:09[A]
2. „Niebomby” (produkcja: Ment, keyboard: DJ Tort, gościnnie: Małpa) – 2:58[B]
3. „9 żyć” (produkcja: Ment, keyboard: DJ Tort) – 3:08[C]
4. „Gdzie jest M?” (produkcja: Ment, keyboard: DJ Tort, gościnnie: Spinache) – 3:41[D]
5. „Raz i dwa” (produkcja: Ment, scratche: DJ Panda) – 3:23
6. „S.O.S. Skit” (produkcja: Ment, keyboard: DJ Tort) – 1:49
7. „Stu” (produkcja: Ment, keyboard: DJ Tort, gościnnie: VNM) – 3:20
8. „Pervoll Vanish” (produkcja: Ment, scratche: DJ Ike) – 3:15
9. „Buty z betonu” (produkcja: Ment, gościnnie: Eldo) – 3:41
10. „Znowu sieka” (produkcja: Ment) – 2:55
11. „Umarł król, niech żyje” (produkcja: Ment) – 3:30
12. „Nowe kino” (produkcja: Ment, keyboard: DJ Tort) – 2:47[E]
13. „Drogowskazy” (produkcja: Ment, gościnnie: Flirtini) – 3:11
14. „Off” (produkcja: Ment) – 3:32
15. „Ładne życie” (produkcja: Ment) – 3:33

Notatki
- A^ Z wykorzystaniem sampli pochodzących z piosenki „We’ve Been Waiting” w wykonaniu Graham Central Station[10].
- B^ Z wykorzystaniem sampli pochodzących z piosenki „Skyboat” w wykonaniu Dynamic Five[10].
- C^ Z wykorzystaniem sampli pochodzących z piosenki „When You’re Lonely” w wykonaniu Terry Huff & Special Delivery[10].
- D^ Z wykorzystaniem sampli pochodzących z piosenki „This Is for the Lover in You” w wykonaniu Shalamar[10].
- E^ Z wykorzystaniem sampli pochodzących z piosenki „Make It Right” w wykonaniu Lakeside[10].